# Giải thưởng Hồ Chí Minh đợt I
Ngày 10 tháng 9 năm 1996, Chủ tịch nước Việt Nam Lê Đức Anh đã ký quyết định số 991 KT/CTN trao Giải thưởng Hồ Chí Minh đợt 1 cho 33 công trình, cụm công trình khoa học công nghệ và 44 cụm tác phẩm thuộc lĩnh vực Văn học – Nghệ thuật, dưới đây là danh sách các công trình và tác phẩm đoạt giải.

## Khoa học công nghệ

### Khoa học xã hội
- Giáo sư Nguyễn Khánh Toàn (Viện sĩ Viện Hàn lâm Khoa học Liên Xô) với Cụm những công trình thuộc lĩnh vực sử học, trong đó có: Vài nhận xét về thời kỳ cuối nhà Lê đến nhà Nguyễn Gia Long (1954) và Vấn đề dân tộc trong cách mạng vô sản (1960).
- Giáo sư Trần Huy Liệu (Viện sĩ Viện Hàn lâm Khoa học Cộng hoà Dân chủ Đức) với công trình: Lịch sử 80 năm chống Pháp.
- Giáo sư, Nhà giáo Nhân dân Đặng Thai Mai với các công trình nghiên cứu văn học Việt Nam và văn học thế giới.
- Giáo sư, Nhà giáo Nhân dân Trần Văn Giàu: Toàn bộ công trình về Lịch sử Việt Nam gồm 5 bộ, 18 tập (1956–1957).
- Giáo sư Vũ Khiêu (Đặng Vũ Khiêu) với Bộ sách về Mỹ học, Đạo đức học, Văn hóa học (1973–1978–1980).
- Giáo sư Cao Xuân Huy với công trình nghiên cứu Tư tưởng Phương Đông gợi những điểm nhìn tham chiếu.
- Giáo sư Hồ Tôn Trinh (Viện sĩ Danh dự Viện Hàn lâm Khoa học Hungary) với Cụm công trình gồm bốn tác phẩm về nghiên cứu văn học và phê bình văn học (1962–1971, 1980, 1986, 1992).
- Giáo sư Đinh Gia Khánh với cụm công trình gồm 4 tác phẩm nghiên cứu về văn học dân gian và văn hoá dân gian Việt Nam (1972, 1989, 1993, 1995).

### Khoa học y – dược
- Giáo sư Hồ Đắc Di với các công trình: Sinh học và bệnh học đại cương, Quan điểm đường lối, Phương pháp luận đào tạo cán bộ y tế Việt Nam.
- Giáo sư, Thầy thuốc Nhân dân Nguyễn Văn Hưởng với các công trình: Toa căn bản, Kháng sinh thảo mộc, Phương pháp dưỡng sinh.
- Giáo sư Đặng Vũ Hỷ với hai cuốn sách chuyên khảo, 16 công trình nghiên cứu bệnh phong, bộ giáo trình Bệnh da liễu và 32 công trình nghiên cứu khác.
- Phạm Ngọc Thạch với Cụm công trình 34 Công trình khoa học về phòng, chống bệnh lao ở Việt Nam và Năm nguyên tắc của ngành y tế nhân dân, xây dựng mạng lưới y tế cơ sở - y tế nông thôn.
- Giáo sư Tôn Thất Tùng với công trình Phương pháp cắt gan khô Tôn Thất Tùng (1962).
- Giáo sư Đỗ Xuân Hợp với công trình Giải phẫu mô tả và Nhân Trắc học người Việt Nam (1950–1971).
- Giáo sư Đặng Văn Ngữ với công trình Điều tra về muối sốt rét ở Việt Nam và Chế dung dịch Pênixilin sử dụng chữa vết thương trong kháng chiến chống Pháp (1958).
- Giáo sư, Nhà giáo Nhân dân Đặng Văn Chung với Cụm công trình nghiên cứu nội khoa.
- Giáo sư Trần Hữu Tước với công trình Chẩn đoán phát hiện điều trị ung thư vòm họng (1955–1965) và Phương pháp mổ mới ung thư thanh quản hạ họng (1960–1977).
- Giáo sư Nguyễn Xuân Nguyên với các công trình nghiên cứu khoa học về phòng chống bệnh mắt hột và các bệnh mù lòa.
- Giáo sư, Nhà giáo Nhân dân Trương Công Quyền với cụm tác phẩm Dược điển Việt Nam.
- Giáo sư, Tiến sĩ Đỗ Tất Lợi với tác phẩm Những Cây thuốc và Vị thuốc Việt Nam.
- Thầy thuốc Nhân dân Hoàng Tích Mịnh với Cụm công trình nghiên cứu về vệ sinh nước sinh hoạt, nước ăn, nước thải và các quyển sách giáo khoa do ông biên soạn cũng như 38 công trình về vệ sinh thực phẩm - dinh dưỡng.

### Khoa học tự nhiên và kỹ thuật
- Nhóm tác giả tập thể: Viện Kỹ thuật Quân sự, Bộ Tư lệnh Công binh; tổ GKI Viện Vật lý kỹ thuật, Trường Đại học Bách khoa Hà Nội; Bộ Tư lệnh Hải quân, Vụ Kỹ thuật Bộ Giao thông vận tải; các Cục: Đường bộ, Đường sông, Đường biển; Cảng Hải Phòng; Ty đảm bảo hàng hải với công trình: Nghiên cứu Phá hủy lôi từ tính và bom từ trường, đảm bảo giao thông năm 1967–1972.
- Nhóm tác giả tập thể: Bộ Tư lệnh Phòng không; Viện Kỹ thuật Quân sự với công trình Nghiên cứu chống nhiễu trong cuộc chiến tranh phá hại của không quân Mỹ ở miền Bắc năm 1968, 1970, 1972.
- Nhóm tác giả tập thể: Viện Kỹ thuật Quân sự với công trình Một số vũ khí đặc biệt trong chiến tranh chống Mỹ (A12, DKB nối tầng, các loại vũ khí phá chướng ngại FR, thủy lôi APS), năm 1960 – 1972.
- Nhóm tác giả: Nguyễn Trinh Tiếp, Lê Tâm và các cộng tác viên: Công trình nghiên cứu chế tạo súng SKZ.
- Giáo sư Trần Đại Nghĩa (Viện sĩ Viện Hàn lâm Khoa học Liên Xô) với Cụm công trình nghiên cứu và chỉ đạo kỹ thuật chế tạo vũ khí (Bazooka, súng không giật, đạn bay) trong thời kỳ kháng chiến chống Pháp 1945 – 1954.
- Giáo sư Tạ Quang Bửu với Tập hợp các công trình giới thiệu khoa học kĩ thuật hiện đại (sau 1945), chỉ đạo các nhiệm vụ kĩ thuật quan trọng trong kháng chiến chống Mỹ cứu nước.
- Giáo sư Nguyễn Xiển với các công trình khoa học: Đặc điểm khí hậu miền Bắc Việt Nam và Tập bản đồ khí hậu miền Bắc Việt Nam (1968).
- Giáo sư Lê Văn Thiêm với cụm công trình về nghiên cứu cơ bản của toán học lý thuyết và những bài toán về ứng dụng (1960–1970).
- Giáo sư Hoàng Tuỵ với các công trình thuộc lĩnh vực tối ưu hóa, nổi bật là hai công trình: Giải tích tối ưu toàn cục và quy hoạch D.C và ứng dụng (những năm 1960).
- Giáo sư Đào Văn Tiến với Tập hợp các công trình điều tra cơ bản về động vật học ở Việt Nam (1957–1980).
- Giáo sư Nguyễn Văn Hiệu (Viện sĩ Viện Hàn lâm Khoa học Liên Xô) với công trình Nghiên cứu về các hạt sơ cấp (tính đối xứng, cấu tạo và sự tương tác của các hạt sơ cấp và các chuẩn hạt trong chất rắn) năm 1960–1965.

### Khoa học nông nghiệp (2 giải)
- Giáo sư Lương Định Của với công trình Chọn tạo giống lúa chiêm xuân và hè thu năng xuất cao (giống nông nghiệp 1, giống 813m, giống chiêm 314, giống nông nghiệp 8-3888, giống nông nghiệp 75-1) mở đầu phong trào thâm canh hạt 5 tấn lúa/ha ở miền Bắc Việt Nam năm 1955–1974.
- Giáo sư Bùi Huy Đáp với công trình Tổng kết kinh nghiệm và thực nghiệm chuyển vụ lúa xuân ở miền Bắc Việt Nam nâng lên thành lý luận và phát động thành phong trào quần chúng năm 1965–1975.

## Văn học – nghệ thuật

### Văn học
- Nam Cao với nhật ký Ở rừng, các truyện ngắn Đôi mắt, Chí Phèo, tiểu thuyết Sống mòn.
- Huy Cận (Viện sĩ Viện Hàn lâm Thơ thế giới) với các tập thơ Trời mỗi ngày lại sáng, Đất nở hoa, Chiến trường gần chiến trường xa, Ngày hằng sống, ngày hằng thơ, Hạt lại gieo.
- Xuân Diệu (Viện sĩ thông tấn Viện Hàn lâm Nghệ thuật Cộng hòa Dân chủ Đức) với trường ca Ngọn quốc kỳ, các tập thơ Riêng chung, Mũi Cà Mau - Cầm tay, Tôi giàu đôi mắt.
- Tố Hữu với các tập thơ Từ ấy, Việt Bắc, Gió lộng, Ra trận, Máu và Hoa, Một tiếng đờn.
- Nguyên Hồng với tiểu thuyết Bỉ vỏ, hồi kí Những ngày thơ ấu, bộ tiểu thuyết 4 tập Cửa biển, bộ tiểu thuyết Núi rừng Yên Thế.
- Nguyễn Công Hoan với tập truyện ngắn Kép Tư Bền, các tiểu thuyết Bước đường cùng, Nông dân và địa chủ, Tranh tối tranh sáng, Người cặp rằng trong hầm xay lúa.
- Nguyễn Tuân với các tập tùy bút Đường vui, Tùy bút Kháng chiến, Sông Đà, Tình chiến dịch, Hà Nội ta đánh Mỹ giỏi.
- Nguyễn Đình Thi với các tiểu thuyết Xung kích, Vào lửa, Mặt trận trên cao, bộ tiểu thuyết 2 tập Vỡ bờ, các tập thơ Người chiến sĩ, Bài thơ Hắc Hải.
- Ngô Tất Tố với các tiểu thuyết Tắt đèn, Lều chõng, các phóng sự Việc làng, Phiên chợ trung du.
- Chế Lan Viên với các tập thơ Ánh sáng và phù sa, Hoa ngày thường, chim báo bão, Những bài thơ đánh giặc, Đối thoại mới, Hoa trước Lăng Người.
- Hải Triều với các tác phẩm Duy vật hay duy tâm, Văn sĩ và xã hội, Về văn học nghệ thuật.
- Nguyễn Huy Tưởng với các vở kịch Vũ Như Tô, Bắc Sơn, các tiểu thuyết Đêm hội Long Trì, Sống mãi với Thủ đô, Tìm mẹ, Lá cờ thêu sáu chữ vàng, Ký sự Cao Lạng, truyện phim Lũy hoa.
- Tế Hanh với các tập thơ Lòng miền Nam, Gửi miền Bắc, Tiếng sóng, Bài thơ tháng Bảy, Hai nửa yêu thương, Khúc ca mới, Đi suốt bài ca.
- Tô Hoài với các truyện dài Dế Mèn phiêu lưu ký, Núi Cứu quốc, tập Truyện Tây Bắc, tiểu thuyết Mười năm.

### Mỹ thuật
- Tô Ngọc Vân với tác phẩm tranh sơn mài: Bộ đội nghỉ bên chân đồi; tranh sơn dầu: Hồ Chủ tịch ở Bắc Bộ phủ, Xưởng quân giới; tranh khắc gỗ: Hồ Chủ tịch làm việc; các bộ tranh kí họa về nông dân trong cải cách ruộng đất (1953) và về bộ đội trong chiến dịch Điện Biên Phủ (1954).
- Nguyễn Sáng với các tác phẩm tranh sơn dầu: Giặc đốt làng tôi, Thiếu nữ bên hoa sen và các tác phẩm tranh sơn mài: Kết nạp đảng trong chiến hào Điện Biên Phủ, Thành đồng Tổ quốc.
- Nguyễn Tư Nghiêm với các tác phẩm tranh sơn mài: Con nghé, Đêm giao thừa, Nông dân đấu tranh chống thuế, Tranh Gióng, Điệu múa cổ.
- Trần Văn Cẩn với các tác phẩm tranh sơn mài: Tát nước đồng chiêm, Thằng cu đất mỏ, Mùa đông sắp đến, Mưa mai trên sông Kiến và các tác phẩm tranh sơn dầu: Công nhân mỏ, Nữ dân quan miền biển.
- Bùi Xuân Phái với các tác phẩm tranh sơn dầu về Hà Nội: Hà Nội kháng chiến, Vợ chồng chèo, Sân khấu chèo, Xe bò trong phố cổ, Phố cổ Hà Nội, Phố vắng và Trước giờ biểu diễn.
- Nguyễn Đỗ Cung với các tác phẩm tranh sơn dầu: Chân dung Hồ Chủ tịch, Học hỏi lẫn nhau, Công nhân cơ khí, Tan ca, mời chị em đi học để thi thợ giỏi và các tác phẩm tranh bột màu: Du kích La Hai, Dân quân tập bắn.
- Nguyễn Phan Chánh với các tác phẩm tranh lụa: Bữa cơm mùa thắng lợi, Sau giờ trực chiến, Trăng tơ, Chân dung tự họa, Chơi ô ăn quan và Cô gái rửa rau.
- Diệp Minh Châu với tác phẩm tranh vẽ bằng máu trên lụa: Tranh Hồ Chủ tịch và Thiếu nhi Trung Nam Bắc và các bức tượng: Hương Sen, Võ Thị Sáu, Bác Hồ bên suối Lênin, Bác Hồ với thiếu nhi.

### Nhiếp ảnh
- Lâm Hồng Long với các bức ảnh Mẹ con ngày gặp mặt, Bác Hồ bắt nhịp bài ca Kết đoàn.
- Vũ Năng An với bức ảnh: Bác Hồ tại mặt trận Đông Khê (1950).
- Võ An Ninh với các tác phẩm phóng sự: Phóng sự ảnh về hoạt động của Bác Hồ (1945 – 1946); Phóng sự về thanh niên cà nhân dân Sài Gòn đấu tranh chống Mỹ (1950).
- Nguyễn Bá Khoản với các bộ ảnh Đội quân Nam Tiến và Trung đoàn Thủ đô.

### Sân khấu
- Học Phi (Chu Văn Tập) với các vở kịch: Chị Hòa (1953), Một đảng viên (1960), Ni cô Đàm Vân (1975).
- Trần Hữu Trang với các vở cải lương: Đời cô Lựu (1936), Tô Ánh Nguyệt (1934), Mộng hoa vương, Đời nghệ sĩ và vở kịch Nguyễn Văn Trỗi (1955).
- Tống Phước Phổ với các tác phẩm kịch bản tuồng: Trưng Nữ Vương (1952), Lam Sơn khởi nghĩa (1957), An tư công chúa (1960).
- Đào Hồng Cẩm (Cao Mạnh Tùng) với các vở kịch: Chị Nhàn (1961), Nổi gió (1964), Đại đội trưởng của tôi (1974).
- Nghệ sĩ Nhân dân Tào Mạt (Nguyễn Duy Thục) với bộ ba chèo Bài ca giữ nước (1979–1985).

### Văn nghệ dân gian
- Vũ Ngọc Phan với các tác phẩm: Truyện cổ Việt Nam (1955); Tục ngữ ca dao dân ca Việt Nam (1956–1994).
- Giáo sư Nguyễn Đổng Chi với các tác phẩm: Lược khảo về thần thoại Việt Nam (1957), Kho tàng truyện cổ tích Việt Nam (5 tập, xuất bản từ năm 1958–1982), Địa chí văn hóa dân gian Nghệ Tĩnh (1995).
- Giáo sư Cao Huy Đỉnh với bộ ba công trình Tìm hiểu thần thoại Ấn Độ (1964), Người anh hùng làng Gióng (1969), Tìm hiểu tiến trình văn học dân gian Việt Nam (1974).

### Âm nhạc
- Đỗ Nhuận với các ca khúc: Nhớ chiến khu (1945), Du kích sông thao (1950), Hành quân xa (1953), Giải phóng Điện Biên (1954), Việt Nam quê hương tôi (1956), Trai anh hùng gái đảm đang (1964), Trông cây lại nhớ đến Người (1969) và các vở nhạc kịch Cô Sao (1966), Người tạc tượng (1968).
- Giáo sư Lưu Hữu Phước với các ca khúc: Ca ngợi Hồ Chủ tịch (1947), Đông Nam Á châu (1948), Tuổi hai mươi (1950), Cả cuộc đời về ta (1958), Dưới cờ Đảng vẻ vang (1960), Giải phóng miền Nam (1961), Thanh niên ba sẵn sàng (1965), Tiến về Sài Gòn, Tình Bác sáng đời ca (1969), Tiếng gọi thanh niên (1939), Hội nghị Diên Hồng, Hồn tử sĩ (1942 - 1943), Lên đàng (1944).
- Văn Cao với các ca khúc: Tiến quân ca (1945), Chiến sĩ Việt Nam (1945), Làng tôi (1947), Tiến về Hà Nội (1948), Ca ngợi Hồ Chủ tịch (1950) và bản Trường ca Sông Lô (1947).
- Hoàng Việt với các ca khúc: Nhạc rừng (1948), Lên ngàn (1947 - 1953), Lá xanh (1949), Tình ca (1956) và bản giao hưởng Quê hương (1965).
- Nguyễn Xuân Khoát với các ca khúc: Tiếng chuông nhà thờ (1947), Ta đã lớn (1956), Thanh niên làm theo lời Bác (1965) và các tác phẩm nhạc không lời: Ông Gióng (1970), Sơn Tinh, Thủy Tinh (1972).

### Múa
- Giáo sư, Nghệ sĩ Nhân dân Thái Ly với các tác phẩm Bả Khó, Bà mẹ Miền Nam, Bài ca hi vọng, Katu, Cánh chim và ánh mặt trời.

### Điện ảnh
- Nghệ sĩ Nhân dân Nguyễn Hồng Sến với các bộ phim tài liệu nghệ thuật: Đường ra phía trước (1969), Nghệ thuật của tuổi thơ (1971) và phim truyện Cánh đồng hoang (1979).

### Kiến trúc
- Nguyễn Cao Luyện với các tác phẩm: Trụ sở Quốc hội 35 Ngô Quyền, Hà Nội, thiết kế xây dựng năm 1960; Hội trường Ba Đình – đồng tác giả Trần Hữu Tiềm, thiết kế xây dựng năm 1962; Trụ sở Ủy ban nhân dân thị xã Nghĩa Lộ (1962 – 1964) và các cuốn sách Từ những mái nhà tranh cổ truyền (1973) và Chùa Tây Phương – một công trình văn hóa cổ độc đáo (1988).
- Hoàng Như Tiếp với các tác phẩm Bảo tàng Văn hóa các Dân tộc Việt Nam; Quy hoạch vùng Tam Thiên Mẫu và thiết kế các công trình xây dựng ở thôn Đào Viên, tỉnh Hải Hưng (1967–1970) cùng với sách Mối quan hệ giữa quy hoạch lãnh thổ với quy hoạch xây dựng đô thị (1979).
- Huỳnh Tấn Phát với các tác phẩm: Quy hoạch thủ đô Hà Nội năm 1981; chỉ đạo và trực tiếp tham gia thiết kế các công trình Sân bay Nội Bài, Trường Đại học Sư phạm Hà Nội, Cung Thiếu nhi trung ương năm 1978; Bảo tàng Hồ Chí Minh (1979–1985).